# Charles Bertrand (homme politique)
Pour les articles homonymes, voir Charles Bertrand et Bertrand.
Charles Bertrand est un homme politique français né le 26 mai 1884 à Avesnes-sur-Helpe (Nord) et mort le 7 janvier 1954 à Paris 10e.

## Biographie
Journaliste, il devient après la guerre secrétaire général durant 4 ans, puis président de mai 1923 jusqu'à sa démission début 1925, de l'Union nationale des combattants et président de la Fédération interalliée des anciens combattants (FIDAC).
Il est député de la Seine de 1919 à 1928, inscrit au groupe d'Action républicaine et sociale.

## Sources
- « Charles Bertrand (homme politique) », dans le Dictionnaire des parlementaires français (1889-1940), sous la direction de Jean Jolly, PUF, 1960 [détail de l’édition]